# Авдотьино (Юрьев-Польский район)
Авдотьино — село в Юрьев-Польском районе Владимирской области России, входит в состав Красносельского сельского поселения.

## География
Село расположено в 26 км на юго-восток от райцентра города Юрьев-Польский.

## История
В конце XVII и до конца XVIII столетия село принадлежало роду бояр Акинфовых, а с конца XVIII столетия было вотчиной графов Зубовых. В селе Авдотьине, как видно из книг патриаршего казенного приказа, существовали в прежнее время две церкви: одна — в честь святого Василия Кесарийского, а другая — в честь святого благоверного великого князя Александра Невского. Васильевская церковь построена в 1691 году на средства владельца села, окольничьего боярина Никиты Ивановича Акинфова. В 1709 году церковь святого благоверного великого князя Александра Невского была перестроена, потому что оказалась к этому времени слишком ветхой и неудобной для богослужения. В 1803 году бывшем владельцем села графом Николаем Александровичем Зубовым начато строительство новой каменной церкви, которое после смерти графа было завершено его супругой Натальей Александровной Зубовой в 1807 году. Церковь с каменной колокольней и оградой была освящена в честь святых мучеников Платона и Романа. Приход состоял из села, деревни Карандышево, сельца Терешки и сельца Турышно. В селе существовала церковно-приходская школа. В годы Советской Власти церковь была полностью разрушена.
В конце XIX — начале XX века село входило в состав Стопинской волости Владимирского уезда. В 1859 году в селе числилось 69 дворов, в 1905 году — 105 дворов.
С 1929 года село входило в состав Калитеевского сельсовета Собинского района, с 1935 года — в составе Калининского сельсовета Небыловского района, с 1963 года — в составе Юрьев-Польского района, с 1977 года — центр Авдотьинского сельсовета. С 2005 года — в составе Красносельского сельского поселения.
До 2008 года в селе действовала Авдотьинская начальная общеобразовательная школа.

## Население
| 1859 | 1905 | 2002 | 2010 | 2021 |
| ---- | ---- | ---- | ---- | ---- |
| 481  | ↗600 | ↘250 | ↘197 | ↘151 |

## Инфраструктура
В селе расположено отделение федеральной почтовой связи. 